# Mackenna’s Gold
Mackenna’s Gold ist ein US-amerikanischer Western des Regisseurs J. Lee Thompson aus dem Jahr 1969, der auf einem 1963 erschienenen gleichnamigen Roman von Henry Wilson Allen (unter dem Pseudonym „Will Henry“ erschienen) beruht. Gregory Peck und Omar Sharif spielen dabei die Hauptrollen.

## Handlung
Einer alten Geschichte zufolge soll es im danach so benannten Cañon del Oro eine Unmenge an Gold geben, das von den Geistern der Apachen bewacht wird. Ein Mann namens Adams entdeckte das Edelmetall einst, aber die Indianer fanden ihn, brachten ihn um sein Augenlicht und töteten seine Begleiter. Als etliche Jahre später der US-Marshal Sam Mackenna den alten Häuptling Prairie Dog in Notwehr erschießt, findet er bei ihm eine Karte, die anscheinend den Weg zu besagtem Gold zeigt. Mackenna selbst glaubt nicht an die Existenz des sagenumwobenen Schatzes, prägt sich allerdings die Karte ein, bevor er sie verbrennt.
Der mexikanische Gesetzlose John Colorado und seine Bande hatten den Häuptling wegen der Karte verfolgt. Zu diesem Zweck drang Colorado in das Haus von Richter Bergerman ein, stahl Proviant sowie Mulis für seine Expedition, tötete den nach einem Gewehr greifenden Bergerman und entführte dessen Tochter Inga, um sich vor eventuellen Verfolgern zu schützen. Als Colorado danach Mackenna beim Begraben der Leiche Prairie Dogs überrascht, nimmt er an, dass dieser selbst hinter der Reichtum versprechenden Karte her war. Als aber klar wird, dass jenes Dokument des alten Prairie Dog verbrannt wurde, hofft er auf die erzwungene Mithilfe Mackennas, um den Cañon del Oro doch noch zu finden. Immerhin kennt Colorado den Marshal von früher: Mackenna ließ ihn damals aus dem Bundesstaat verweisen, als er mit einer Indianerin namens Hesh-ke liiert war. Sie gehört jetzt zur Bande Colorados und zeigt ihrerseits gleich wieder Interesse an dem attraktiven Weißen. Der großgewachsene Indianer Hachita, einer der zwei wichtigen Handlanger Colorados – der andere ist Sanchez –, beobachtet diese Konstellation mit berechtigtem Argwohn.
Colorado hält Mackenna und Inga in seinem mitten in der Felsenlandschaft gelegenen Versteck gefangen, wo er sich sicher fühlt. Doch einer seiner Spießgesellen, Laguna, ist seit längerer Zeit überfällig; es stellt sich heraus, dass er zur Bande von Ben Baker übergelaufen ist und das geschützte Colorado-Domizil verraten hat. Alsbald taucht Baker, der auch von der Karte weiß, vor dem  Eingang auf und erpresst Colorado; dieser muss nachgeben, jedoch nicht, ohne den Verräter Laguna zu töten. Doch Baker ist nicht nur mit seinen Getreuen gekommen, denn die Nachricht von der Goldkarte hat eine Menge anderer Bürger in helle Aufregung versetzt. So wohnen den Verhandlungen der beiden Schurken unter anderem bei: Ein Zeitungsherausgeber, ein Ladenbesitzer, zwei Engländer und sogar ein alter Priester. Und auch der ehemalige Entdecker des Goldschatzes, der blinde Adams, ist samt Sohn zugegen. Immer wieder versucht Mackenna, diesen Männern die Suche auszureden – doch vergebens, zumal er von Colorado immer wieder als Mörder von Prairie Dog hingestellt wird. 
In der Gegend patrouilliert auch eine Schwadron der Kavallerie. Colorado will die Soldaten umgehen, indem er zur Ablenkung eine völlig betrunkene Indianerin in deren Lager schickt, was auch gelingt. Sie werden aber von einer Patrouille unter dem Kommando eines Sergeant Tibbs verfolgt, der – wie sich alsbald herausstellt – ebenfalls vom Goldfieber gepackt wurde, nachdem er die betrunkene Indianerin zur Preisgabe des Kartengeheimnisses gebracht hatte. Er legt mit seinen Männern einen Hinterhalt, dem viele der zur Goldsuche Aufgebrochenen – unter anderem Baker – zum Opfer fallen; andere bevorzugen den Rückzug. Tibbs verfolgt die Goldsucher weiter, schickt dabei seine Männer aber einen nach dem anderen zur Meldung zurück zum Schwadron; die letzten beiden Kavalleristen erschießt er, als gerade die dank Mackennas Zureden von Colorado freigelassene Geisel Inga zu den Soldaten gestoßen ist. Ungeachtet dieser Aktionen unter den Weißen haben auch die Apachen ein stets wachsames Auge auf das Geschehen, töten bei erstbester Gelegenheit das dem Tibbs-Massaker entkommene Trio aus Priester, einem der beiden Engländer und Ladenbesitzer. So hat sich der anfangs enorme Suchtrupp auf vier Personen reduziert: Colorado, Mackenna, Hachita und Hesh-Ke. Dazu gesellen sich noch Tibbs und die von ihm wieder mitgebrachte Inga.   
Endlich erreichen sie die Stelle, die von einer großen Felsnadel bezeichnet wird. Als die Sonne aufgeht, markiert deren Schatten den versteckten Eingang zum Canyon. Ohne zu zögern, reiten sie hinein. Jetzt glaubt auch der bis dahin skeptische Mackenna an die Legende. Die Wände des Canyons sind von baumdicken Goldadern durchzogen. Beim stürmischen Ritt hinab in den Canyon versucht die eifersüchtige Hesh-Ke, Inga vom Pferd zu stoßen, stürzt aber ihrerseits selbst in den Abgrund. Während die anderen ihr Glück feiern, entfliehen Mackenna und Inga in eine in die Steilwand gebaute Felsensiedlung. Tibbs wird in der Zwischenzeit von Colorado und Hachita getötet. Hachita gibt sich als einer der Apachenwächter zu erkennen und greift Colorado an, dem es aber gelingt, den großen Indianer zu töten. Colorado verfolgt Mackenna und Inga. Es kommt zum Kampf, der unentschieden ausgeht, als die von Hachita gerufenen Apachen angreifen. Durch die Vibrationen der in den Canyon galoppierenden Horde löst sich ein riesiger lockerer Felsbrocken aus einer Wand und stürzt zu Boden. Die Wände des Canyons beginnen zu beben, stürzen ein und begraben das Gold tief unter sich. Die Apachen fliehen, und auch Mackenna, Inga und Colorado entkommen mit knapper Not. Selbst die richtungweisende Felsnadel stürzt ein. Marshal Mackenna lässt Colorado laufen, droht ihm aber an, ihn später zu jagen und zu verhaften. Mackenna und Inga reiten alleine weiter, wobei die Satteltaschen des Marshals voller Gold sind.

## Hintergrund
Clint Eastwood war zuerst für die Hauptrolle vorgesehen, konnte aber wegen terminlicher Schwierigkeiten nicht zusagen. George Lucas arbeitete am Set als Praktikant. Einige seiner Vorschläge für die Kameraeinstellungen wurden im Film umgesetzt. Komponist Dimitri Tiomkin war das erste und einzige Mal in seiner Karriere in den USA als Produzent tätig. In der UdSSR produzierte er zwei Jahre später noch den Film Tschaikowski.
Der Zugang zum „Cañon del Oro“ wird im Film in den Canyon de Chelly gelegt, wobei der Schatten des „Spider Rock“, einer 240 m hohen Felsnadel, mit Sonnenaufgang auf den Eingang zeigt.

## Kritiken
Der film-dienst bezeichnete den Film als einen „[s]pannende[n] Western in großartiger Naturkulisse“. Für die Fernsehzeitschrift Prisma war Mackenna’s Gold „ein spannender Edel-Western mit herausragender Besetzung, einer prächtigen Super-Panavision-Fotografie von Joseph MacDonald und einem guten Soundtrack von Quincy Jones“. Der Evangelische Filmbeobachter attestierte dem Film eine „dünne Story“, die jedoch „durch die sich aus den zwischenmenschlichen Beziehungen ergebende Spannung und die guten Schauspieler etwas ausgeglichen“ werde. Das Fazit lautete: „Für Westernfreunde.“
Zu einer gänzlich anderen Einschätzung gelangte Joe Hembus, der konstatiert, es sein ein "Film, der seiner einfachen Geschichte nicht traut und sie deshalb ständig mit falschen Attraktionen auflädt." Er kommt zum Fazit; "Ein schrecklicher Film."

## Auszeichnungen
Die Filmmusik von Quincy Jones war 1970 für einen Grammy nominiert.

## Synchronisation
Die deutsche Synchronfassung entstand 1969.
| Rolle                | Darsteller         | Synchronsprecher  |
| -------------------- | ------------------ | ----------------- |
| Marshal Sam Mackenna | Gregory Peck       | Wolf Ackva        |
| Colorado             | Omar Sharif        | Michael Chevalier |
| Tibbs                | Telly Savalas      | Gernot Duda       |
| Inga Bergerman       | Camilla Sparv      | Christa Berndl    |
| Sanchez              | Keenan Wynn        | Erik Jelde        |
| Hachita              | Ted Cassidy        | Herbert Weicker   |
| Zeitungsherausgeber  | Lee J. Cobb        | Harald Wolff      |
| Priester             | Raymond Massey     | Karl Sibold       |
| Ladenbesitzer        | Burgess Meredith   | Leo Bardischewski |
| älterer Engländer    | Anthony Quayle     | Norbert Ecker     |
| Adams                | Edward G. Robinson | Klaus W. Krause   |
| Baker                | Eli Wallach        | Otto Preuss       |
| Prairie Dog          | Eduardo Ciannelli  | Robert Klupp      |
| Erzähler             | Victor Jory        | Paul Klinger      |